# Austrian Open 2008
L'Austrian Open 2008  è stato un torneo di tennis giocato sulla terra rossa.
È stata la 63ª edizione dell'Austrian Open, 
che fa parte della categoria International Series Gold nell'ambito dell'ATP Tour 2008. 
Si è giocato al Kitzbühel Sportpark Tennis Stadium di Kitzbühel in Austria, dal 14 al 20 luglio 2008.

## Campioni

### Singolare maschile
Juan Martín del Potro ha battuto in finale  Jürgen Melzer, 6–2, 6–1

### Doppio
James Cerretani /  Victor Hănescu hanno battuto in finale  Lucas Arnold Ker /  Olivier Rochus, 6–3, 7–5